# Aguilar de Codés
Aguilar de Codés é um município da Espanha
na província e comunidade autónoma de Navarra. Tem 18,67 km² de área e em 2021 tinha 69 habitantes (densidade: 3,7 hab./km²).

## Demografia
| Variação demográfica do município entre 1991 e 2004 | Variação demográfica do município entre 1991 e 2004 | Variação demográfica do município entre 1991 e 2004 | Variação demográfica do município entre 1991 e 2004 |
| --------------------------------------------------- | --------------------------------------------------- | --------------------------------------------------- | --------------------------------------------------- |
| 1991                                                | 1996                                                | 2001                                                | 2004                                                |
| 110                                                 | 112                                                 | 99                                                  | 111                                                 |